# Cyan Racing
La Cyan Racing, precedentemente nota come Polestar Racing è una scuderia automobilistica svedese, appartenente all'imprenditore Christian Dahl. Nata come scuderia privata, fin dai primi anni di vita è stata la scuderia ufficiale Volvo, pur rimanendo sempre indipendente dalla casa svedese. Nel 2018 è diventata la scuderia ufficiale della Geely Group Motorsport, il neonato reparto corse del gruppo Geely. Dalla scuderia è inoltre nata, inizialmente come centro tecnico, la Polestar, che nel 2015 è stata ceduta alla Volvo, diventandone in seguito il marchio di lusso. Attualmente la scuderia compete nel TCR World Tour come team semiufficiale Lynk & Co.

## Storia

### Campionato svedese turismo

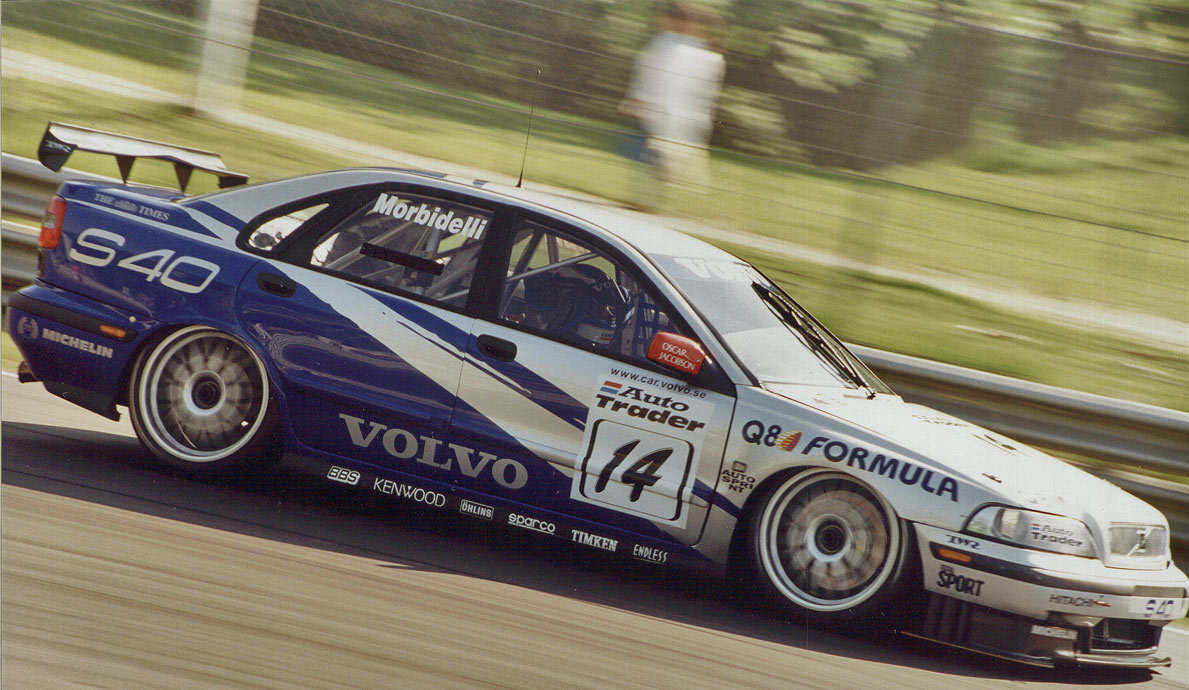
Gianni Morbidelli su una Volvo nel 1998 al British Touring Car Championship.

La scuderia è stata fondata nel 1996 ad Halmstad dal pilota Jan Nilsson come Flash Engineering per militare nel neonato Swedish Touring Car Championship, fortemente ispirato al British Touring Car Championship. Poco dopo la sua fondazione la scuderia ha stretto un accordo con la Volvo, che ha fornito alla squadra una Volvo 850, con la quale Nilsson ha dominato il campionato 1997, al debutto della scuderia.
Per la stagione successiva la Volvo ha costruito due nuove S40, con le quali la scuderia correrà per i successivi cinque anni, ottenendo tre secondi posti nella classifica piloti e un titolo costruttori. Nel 2000 la scuderia si è trasferita a Karlstad.

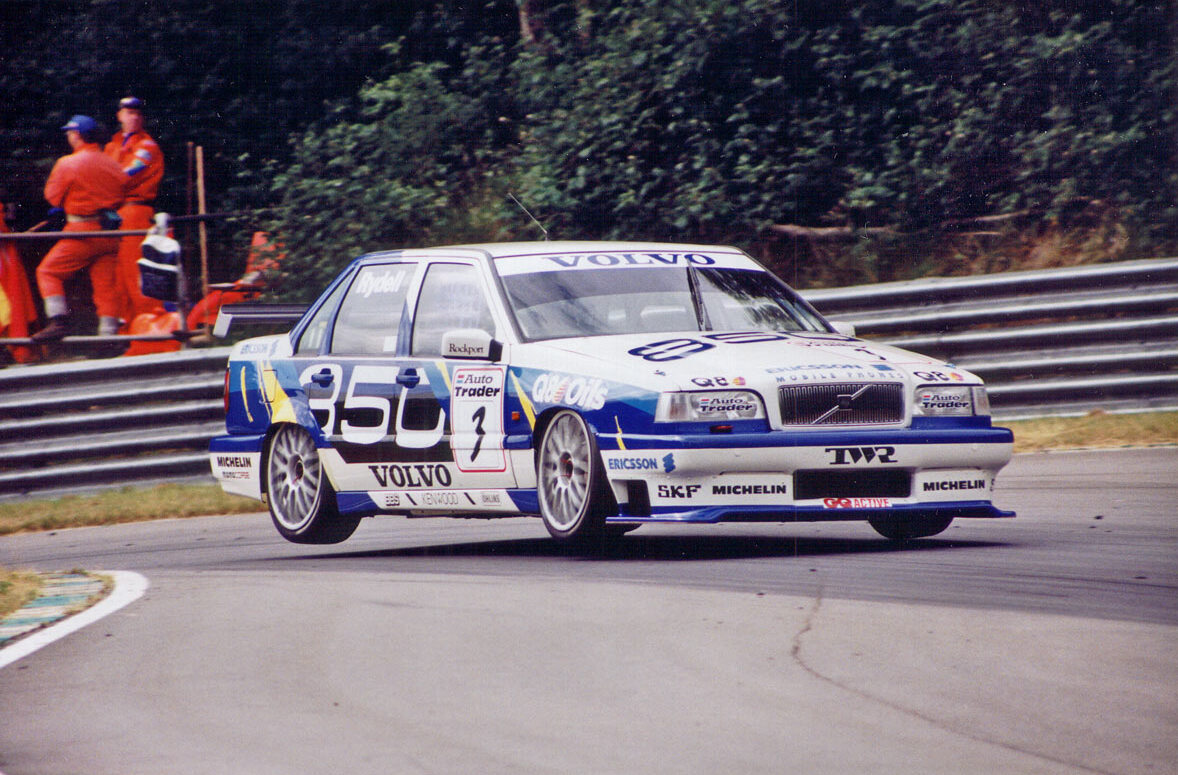
Rickard Rydell su una Volvo 850 nel 1996 al British Touring Car Championship.

Nel 2003, in seguito all'introduzione delle nuove specifiche Super 2000, la scuderia ha preso in carico dalla Volvo lo sviluppo delle vetture e ha preparato due nuove Volvo S60 che saranno usate fino al 2007. Nel 2005 Christian Dahl ha acquistato la scuderia, rinominandola Polestar Racing; contestualmente, grazie a una sempre più stretta relazione con la Volvo, è stato fondato anche un centro tecnico, denominato Polestar Performance. Anche con la nuova S60, che si è comunque rivelata competitiva, la scuderia non è riuscita a vincere il titolo piloti, ottenendo al massimo tre secondi posti.
Nel 2008 la Polestar ha preparato una Volvo C30 alimentata a bioetanolo, che verrà utilizzata fino al 2010, anno di chiusura dello Swedish Touring Car Championship. Con la C30 la scuderia ha vinto il titolo piloti nel 2009, tornando alla vittoria del campionato dopo 12 anni.

### Campionato scandinavo turismo
Per la stagione 2011 la Polestar si è iscritta allo Scandinavian Touring Car Championship, nato dalla fusione tra lo Swedish Touring Car Championship e il Danish Touring Car Championship con le sue due Volvo C30. Alla guida della prima è stato confermato il norvegese Tommy Rustad, mentre alla guida della seconda si sono alternati i piloti regolari WTCC James Thompson e Gabriele Tarquini, oltre al vecchio pilota regolare Robert Dahlgren. Tra i piloti della scuderia il migliore è stato Rustad, che si è classificato terzo tra i piloti.

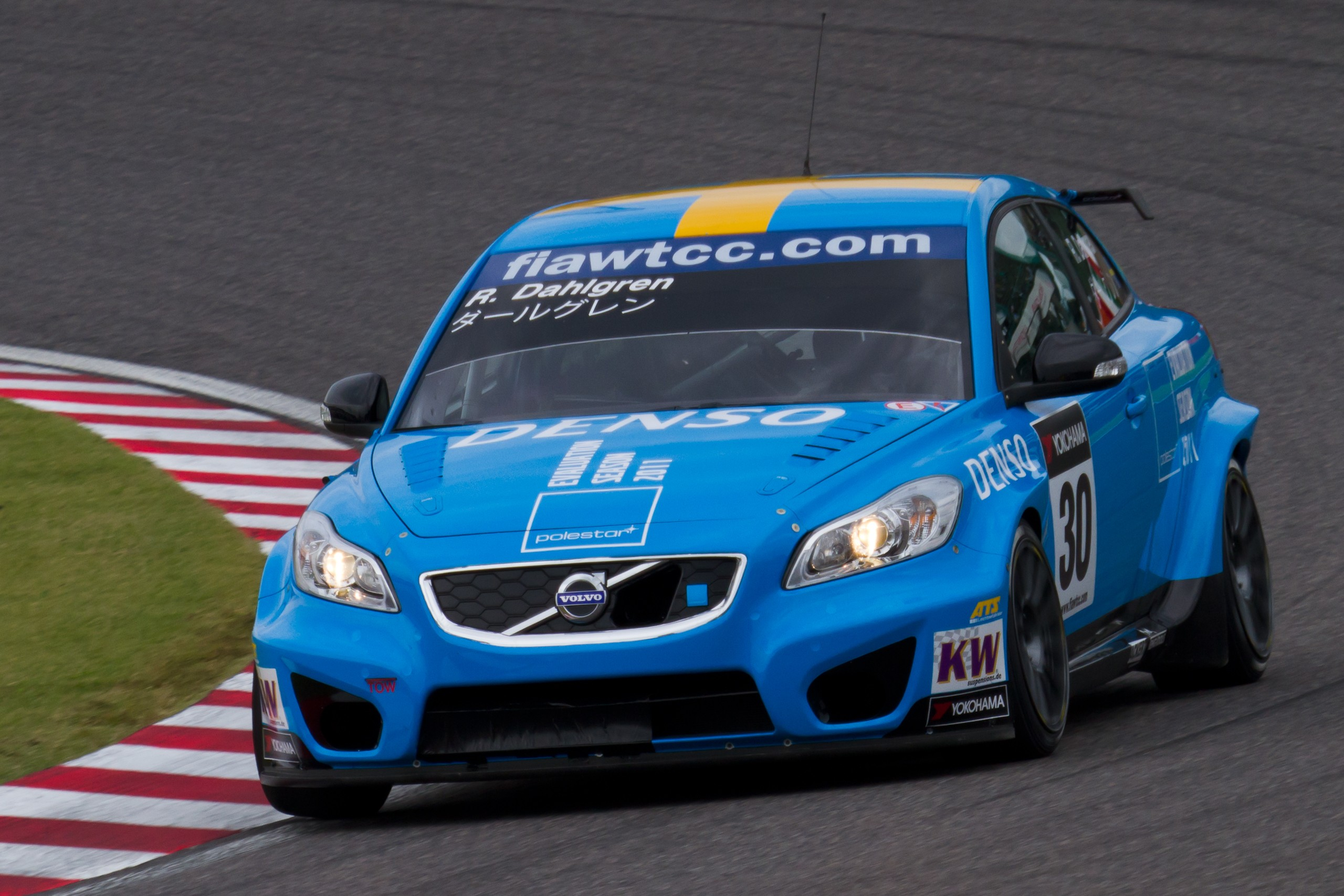
Volvo C30 durante il Gran Premio di Giappone del WTCC 2011

Nel 2012 la Polestar, in polemica con la scelta degli organizzatori dell'STCC di non adottare le nuove specifiche TTA, non si è iscritta al campionato per partecipare alla neonata TTA - Racing Elite League, campionato organizzato dalle scuderie fuoriuscite dall'Scandinavian Touring Car Championship. Per partecipare al nuovo campionato la scuderia ha preparato quattro nuove Volvo S60 con specifiche TTA, alla guida delle quali sono stati ingaggiati gli ex campioni dello Swedish Touring Car Championship Fredrik Ekblom e Thed Björk, accanto ai confermati Rustad e Dahlgren. Le nuove S60 TTA si sono rivelate subito competitive, permettendo a Ekblom di vincere il campionato.
Per la stagione 2013 la TTA - Racing Elite League e l'STCC si sono nuovamente fusi e la Polestar si è dunque reiscritta allo STCC con cinque S60 TTA, tre delle quali sono state affidate ai confermati Ekblom, Björk e Dahlgren, mentre alla guida delle altre due sono stati ingaggiati Linus Ohlsson e Carl Philip Bernadotte, principe di Svezia. Anche questa stagione ha visto la vittoria di un pilota della Polestar, in questo caso Björk, che ha dominato il campionato con 8 vittorie su 12 gare disputate.

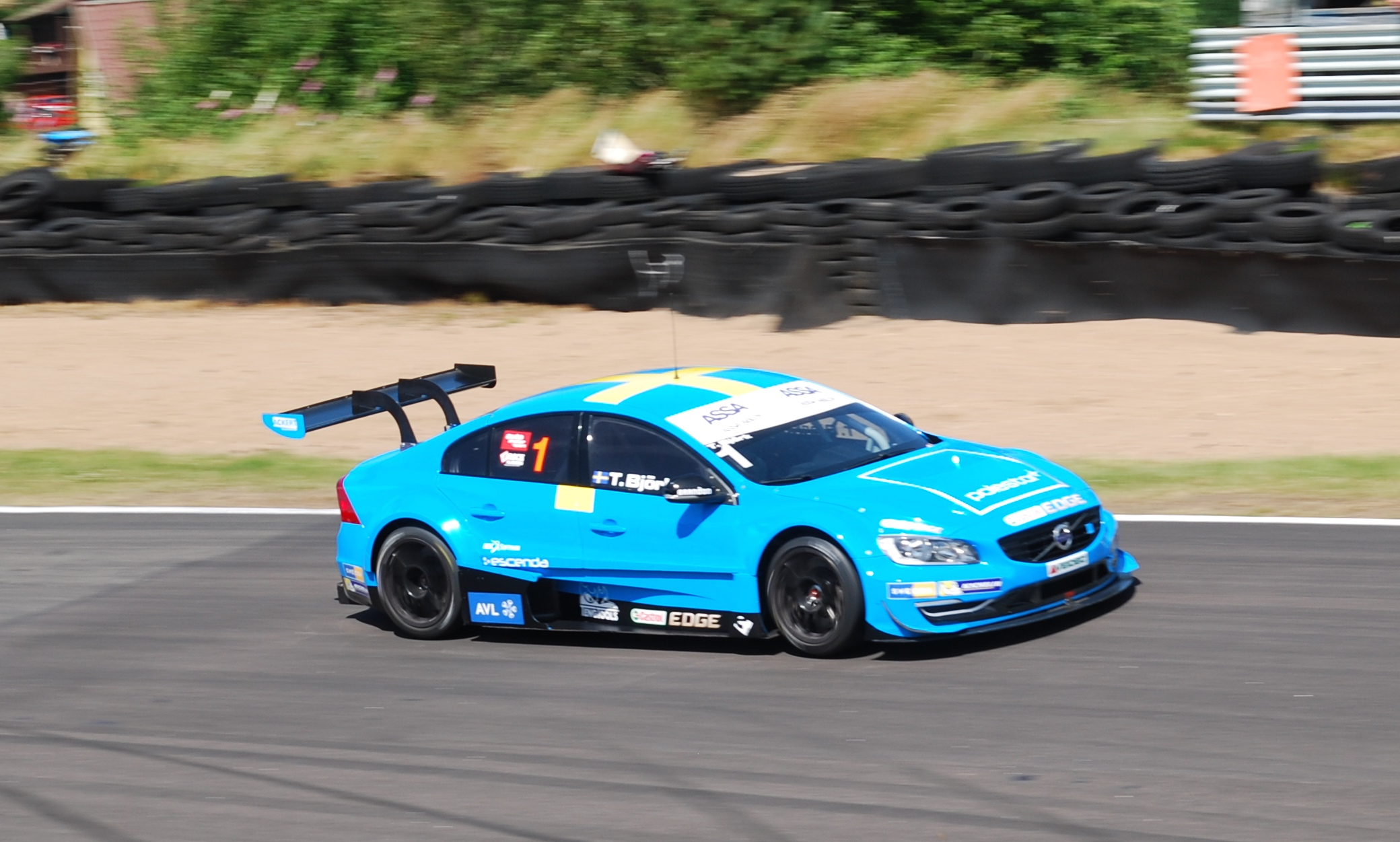
Thed Björk impegnato nella gara di Falkenbergs

Per la stagione 2014 la scuderia ha ridotto le sue operazioni a tre vetture, affidate a Björk, Ekblom e Bernadotte. Il campionato è stato nuovamente vinto da Björk.
In vista della 2015 la Polestar ha confermato le auto e i piloti della stagione precedente. La scuderia ha nuovamente dominato il campionato, con Björk ed Ekblom che si sono classificati primo e secondo, vincendo 9 gare su 14.
Nel luglio 2015 la Volvo ha annunciato l'acquisto della Polestar Performance, mentre la scuderia è rimasta di proprietà di Dahl ed è stata rinominata Cyan Racing, continuando a operare come scuderia ufficiale della casa svedese. In seguito al passaggio di Björk ed Ekblom al nuovo programma nel WTCC, la scuderia ha annunciato la riduzione del programma a due sole vetture. Accanto a Bernadotte è stato ingaggiato Robert Dahlgren, che nella stagione precedente si era occupato dello sviluppo della vettura per il WTCC. Qualche mese dopo, tuttavia, dopo aver ottenuto il supporto tecnico della WestCoast Racing, la scuderia ha annunciato l'ingaggio di Richard Göransson, riportando così il programma a tre vetture. Anche con i nuovi piloti la scuderia ha dominato il campionato, con Dahlgren e Göransson che hanno lottato fino all'ultima gara per il titolo piloti, poi vinto dal secondo. Al termine della stagione, in seguito alla decisione dell'STCC di passare dalle specifiche TTA alle specifiche TCR la squadra ha annunciato l'intenzione di ritirarsi dal campionato.

### Campionato del mondo turismo
Durante la stagione 2007 la Polestar ha iscritto una delle Volvo S60 utilizzate nello Swedish Touring Car Championship alla gara di Svezia del WTCC. Essendo l'auto alimentata a etanolo non è stata autorizzata a segnare punti iridati. La vettura, guidata dal pilota regolare dell'STCC Robert Dahlgren, ha ottenuto un decimo e un ottavo posto.
Durante la 2008 la Polestar ha iscritto la nuova Volvo C30 di Dahlgren alla gara del Regno Unito. Anche in questo caso la vettura, essendo alimentata a bioetanolo, non è stata autorizzata a segnare punti iridati. Durante la prima gara Dahlgren è stato costretto al ritiro e non ha potuto prendere parte alla seconda gara a causa dei danni subiti. La scuderia aveva pianificato di schierare entrambe le sue due C30 nella gara d'Italia, ma il progetto è poi fallito.
Durante la stagione 2009 la scuderia si è nuovamente iscritta alla gara del Regno Unito, portando in pista entrambe le C30 utilizzate nell'STCC di Dahlgren e Tommy Rustad. Lo svedese ha ottenuto un quindicesimo e un quattordicesimo posto, mentre il norvegese è stato costretto al ritiro in entrambe le gare.
Nella stagione 2010 la Polestar ha iscritto per la terza volta la C30 di Dalghren alla gara del Regno Unito. Il pilota ha chiuso la prima gara al dodicesimo posto, ma è stato costretto al ritiro nella seconda. L'auto è stata poi iscritta alla gara del Giappone, ottenendo un ottavo e un quinto posto.
Dopo i numerosi esperimenti, la Polestar ha annunciato l'iscrizione alla stagione 2011 del WTCC come scuderia regolare con una C30, alla guida della quale è stato confermato Dahlgren, spostato dall'STCC. A partire dalla gara della Repubblica Ceca sulla vettura è stato inoltre montato il nuovo motore DRIVe da 1600 cc. Dahlgren si è classificato undicesimo tra i piloti, mentre la Volvo si è classificata ultima tra i costruttori, dietro a Chevrolet, BMW e SEAT.
Il 13 ottobre 2015 la scuderia ha annunciato un programma pluriennale nel WTCC, che prevedeva la costruzione di due S60 con le nuove specifiche TC1. Due mesi dopo è stato confermato il passaggio di Thed Björk e Fredrik Ekblom, piloti della squadra nell'STCC, al WTCC per la stagione 2016.

### Supercars

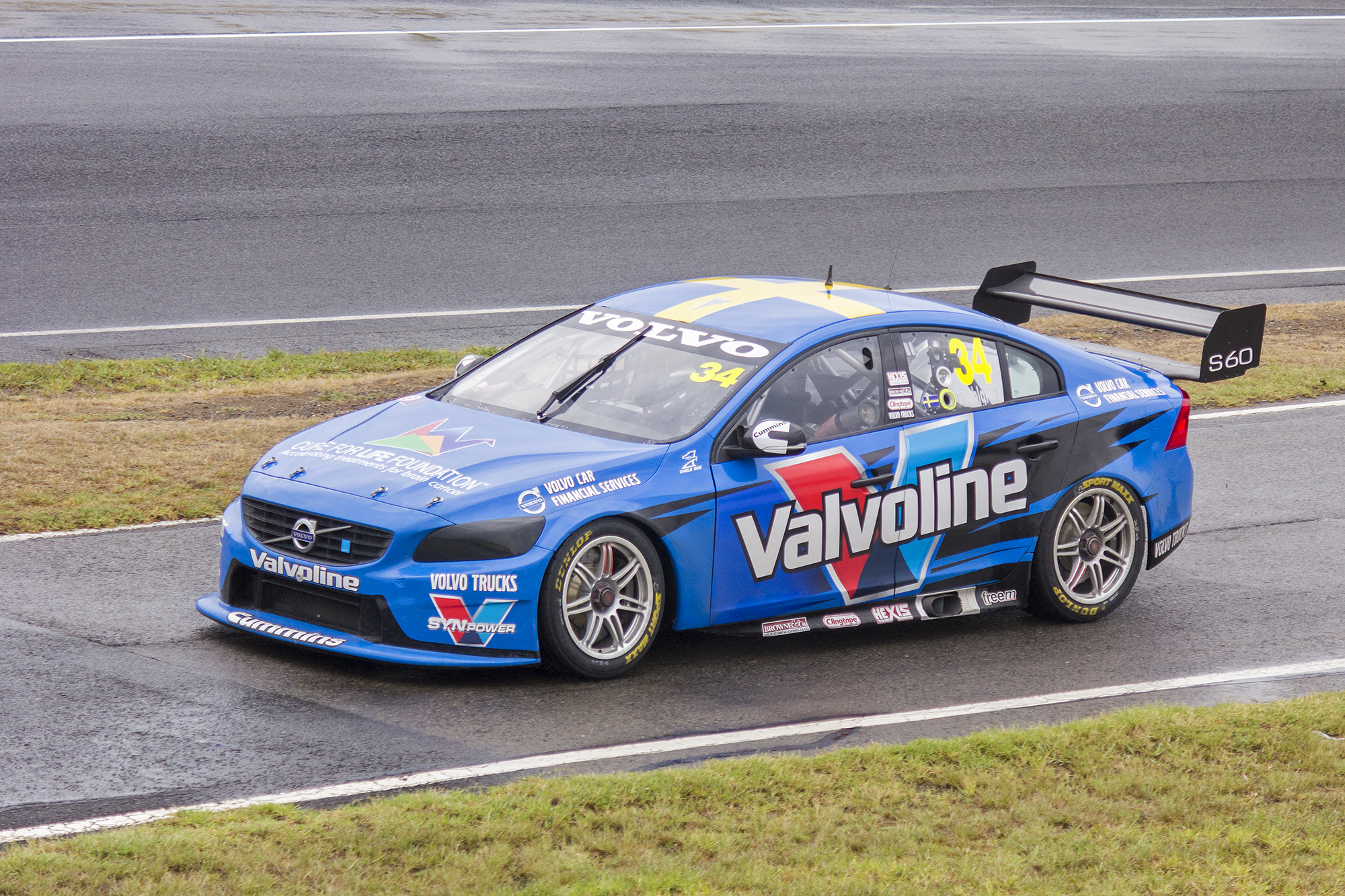
Robert Dahlgren impegnato nei test sulla Volvo S60

Il 17 giugno 2013 la Volvo ha annunciato l'apertura di un nuovo progetto nel Supercars. Il progetto prevedeva la costruzione di due S60 preparate dalla Polestar, che sarebbero poi state consegnate alla Garry Rodgers Motorsport. Alla guida delle due vetture sono stati confermati Scott McLaughlin e Robert Dahlgren, spostato dal programma nello Scandinavian Touring Car Championship. La vettura si è dimostrata al livello delle più collaudate Holden Commodore e Ford Falcon, ottenendo il suo primo podio all'evento inaugurale, la 500 km di Adelaide, e la sua prima vittoria nella 400 km di Perth. Al termine della stagione McLaughlin si è classificato quinto (con anche quattro vittorie), mentre Dahlgren si è classificato venticinquesimo.
Per la stagione 2015 la Polestar ha ingaggiato David Wall in sostituzione di Dalghren. La stagione si è però rivelata meno di successo rispetto alla precedente, con McLaughlin e Wall che si sono classificati rispettivamente ottavo e ventitreesimo, senza ottenere vittorie (nella stagione del debutto erano state quattro).

## Risultati

### Campionato svedese turismo
| Anno | Vettura          | Pilota            | 1         | 2         | 3         | 4         | 5         | 6         | 7         | 8         | 9         | 10        | 11        | 12        | 13        | 14        | 15        | 16        | 17        | 18       | 19       | 20       | PP  | Punti | PS | Punti |
| ---- | ---------------- | ----------------- | --------- | --------- | --------- | --------- | --------- | --------- | --------- | --------- | --------- | --------- | --------- | --------- | --------- | --------- | --------- | --------- | --------- | -------- | -------- | -------- | --- | ----- | -- | ----- |
| 1996 | Volvo 850 GLT    | Jan Nilsson       | MAN 1     | MAN 2 1   | KAR 1     | FAL 1     | FAL 2 9   | KNU 1     | KNU 2 5   | KIN 1 9   | KIN 2 1   |           |           |           |           |           |           |           |           |          |          |          | 1°  | 169   | –  | –     |
| 1996 | Ford Mondeo Ghia | Elisabeth Nilsson | MAN 1 Rit | MAN 2 5   | KAR 2     | FAL 1 Rit | FAL 2 7   | KNU 1 Rit | KNU 2 4   | KIN 1 Rit | KIN 2 7   |           |           |           |           |           |           |           |           |          |          |          | 8°  | 70    | –  | –     |
| 1997 | Volvo 850 GLT    | Jan Nilsson       | MAN 1 Rit | MAN 2 NP  | KIN 1     | KIN 2 1   | AND 1 2   | AND 2 1   | FAL 1     | FAL 2 1   | KNU 1     | KNU 2 1   | KAR 1     | KAR 2 3   |           |           |           |           |           |          |          |          | 1°  | 249   | –  | –     |
| 1997 | Ford Mondeo Ghia | Elisabeth Nilsson | MAN 1 Rit | MAN 2 4   | KIN 1 Rit | KIN 2 NP  | AND 1 9   | AND 2 8   | FAL 1     | FAL 2     | KNU 1 NP  | KNU 2 NP  | KAR 1 Rit | KAR 2 NP  |           |           |           |           |           |          |          |          | 14° | 40    | –  | –     |
| 1997 | Ford Mondeo Ghia | Fredrik Larsson   | MAN 1     | MAN 2     | KIN 1     | KIN 2     | AND 1     | AND 2     | FAL 1     | FAL 2     | KNU 1 8   | KNU 2 Rit | KAR 1     | KAR 2     |           |           |           |           |           |          |          |          | 17° | 8     | –  | –     |
| 1998 | Volvo S40        | Jan Nilsson       | MAN 1 Rit | MAN 2 Rit | KAR 1     | KAR 2 4   | AND 1     | AND 2     | FAL 1     | FAL 2 Rit | KNU 1 5   | KNU 2 1   | MAN 3     | MAN 4 1   |           |           |           |           |           |          |          |          | 2°  | 207   | –  | –     |
| 1998 | Volvo S40        | Jens Edman        | MAN 1     | MAN 2     | KAR 1     | KAR 2 4   | AND 1 Rit | AND 2 7   | FAL 1 2   | FAL 2 1   | KNU 1 6   | KNU 2 7   | MAN 3 5   | MAN 4 Rit |           |           |           |           |           |          |          |          | 9°  | 85    | –  | –     |
| 1998 | Volvo 850 GLT    | Patrick Ernstson  | MAN 1     | MAN 2     | KAR 1     | KAR 2     | AND 1     | AND 2     | FAL 1     | FAL 2     | KNU 1     | KNU 2     | MAN 3 Rit | MAN 4 NP  |           |           |           |           |           |          |          |          | 28° | 5     | –  | –     |
| 1999 | Volvo S40        | Jan Nilsson       | MAN 1 6   | MAN 2 6   | KNU 1 Rit | KNU 2 1   | KAR 1 6   | KAR 2 Rit | AND 1     | AND 2     | FAL 1 6   | FAL 2 3   | AND 3 2   | AND 4     | ART 1 7   | ART 2     | MAN 3 4   | MAN 4 Rit |           |          |          |          | 5°  | 120   | –  | –     |
| 1999 | Volvo S40        | Jens Edman        | MAN 1 4   | MAN 2     | KNU 1 Rit | KNU 2 10  | KAR 1 4   | KAR 2 Rit | AND 1 2   | AND 2 NP  | FAL 1 2   | FAL 2 4   | AND 3 7   | AND 4 7   | ART 1 3   | ART 2 4   | MAN 3 Rit | MAN 4 3   |           |          |          |          | 4°  | 130   | –  | –     |
| 2000 | Volvo S40        | Mattias Ekström   | KAR 1 2   | KAR 2 3   | KNU 1 10  | KNU 2 9   | MAN 1 3   | MAN 2     | FAL 1     | FAL 2     | AND 1 4   | AND 2 6   | ART 1     | ART 2 1   | KAR 3 4   | KAR 4 5   | MAN 3     | MAN 4 2   |           |          |          |          | 3°  | 165   | –  | –     |
| 2000 | Volvo S40        | Jan Nilsson       | KAR 1 NP  | KAR 2 9   | KNU 1 2   | KNU 2 7   | MAN 1 Rit | MAN 2 Rit | FAL 1 2   | FAL 2 Rit | AND 1 5   | AND 2 5   | ART 1 3   | ART 2 Rit | KAR 3 8   | KAR 4 8   | MAN 3 4   | MAN 4     |           |          |          |          | 6°  | 84    | –  | –     |
| 2001 | Volvo S40        | Jan Nilsson       | FAL 1 2   | FAL 2 Rit | MAN 1 4   | MAN 2 4   | KAR 1 Rit | KAR 2 Rit | JYL 1 3   | JYL 2 4   | FAL 3 1   | FAL 4 2   | KNU 1 5   | KNU 2 6   | ART 1 Rit | ART 2 5   | KAR 3 4   | KAR 4 1   | KNU 3 Rit | KNU 4    | MAN 3    | MAN 4 2  | 2°  | 157   | –  | –     |
| 2001 | Volvo S40        | Jens Edman        | FAL 1     | FAL 2 1   | MAN 1 5   | MAN 2 Rit | KAR 1 16  | KAR 2 13  | JYL 1 2   | JYL 2 3   | FAL 3 2   | FAL 4     | KNU 1 4   | KNU 2 3   | ART 1     | ART 2 Rit | KAR 3     | KAR 4 6   | KNU 3     | KNU 4 NP | MAN 3 2  | MAN 4 16 | 3°  | 154   | –  | –     |
| 2001 | Volvo S40        | Rickard Rydell    | FAL 1     | FAL 2     | MAN 1     | MAN 2     | KAR 1     | KAR 2     | JYL 1     | JYL 2     | FAL 3     | FAL 4     | KNU 1     | KNU 2     | ART 1     | ART 2     | KAR 3     | KAR 4     | KNU 3     | KNU 4    | MAN 3 16 | MAN 4 3  | 15° | 20    | –  | –     |
| 2002 | Volvo S40        | Jan Nilsson       | MAN 1 2   | MAN 2 4   | KNU 1 3   | KNU 2 4   | KAR 1 5   | KAR 2     | FAL 1     | FAL 2 6   | FAL 3 1   | FAL 4 5   | KNU 3 12  | KNU 4 Rit | KAR 3     | KAR 4 8   | FAL 5 1   | FAL 6 2   | MAN 3     | MAN 4    |          |          | 2°  | 162   | –  | –     |
| 2002 | Volvo S40        | Edward Sandström  | MAN 1 Rit | MAN 2 1   | KNU 1 Rit | KNU 2 1   | KAR 1 8   | KAR 2 3   | FAL 1 4   | FAL 2 1   | FAL 3 6   | FAL 4 3   | KNU 3 7   | KNU 4 5   | KAR 3 11  | KAR 4 3   | FAL 5 Rit | FAL 6 5   | MAN 3 4   | MAN 4 1  |          |          | 4°  | 147   | –  | –     |
| 2003 | Volvo S60        | Jan Nilsson       | FAL 1 3   | FAL 2     | MAN 1     | MAN 2     | KAR 1 5   | KAR 2 Rit | FAL 3 1   | FAL 4 Rit | KNU 1 Rit | KNU 2 1   | KAR 3 9   | KAR 4 10  | KNU 3 2   | KNU 4 1   | MAN 3 6   | MAN 4 2   |           |          |          |          | 2°  | 214   | –  | –     |
| 2003 | Volvo S60        | Magnus Krokström  | FAL 1 Rit | FAL 2 Rit | MAN 1 11  | MAN 2 8   | KAR 1 8   | KAR 2 7   | FAL 3 NP  | FAL 4 7   | KNU 1 7   | KNU 2 3   | KAR 3 10  | KAR 4 9   | KNU 3 7   | KNU 4 8   | MAN 3 10  | MAN 4 Rit |           |          |          |          | 12° | 99    | –  | –     |
| 2004 | Volvo S60        | Robert Dahlgren   | KNU 1     | KNU 2 11  | FAL 1 2   | FAL 2 4   | KAR 1 2   | KAR 2 4   | MAN 1     | MAN 2 7   | KNU 3 2   | KNU 4 3   | KNU 5 10  | KNU 6 9   | ART 1 3   | ART 2 5   | KAR 3 1   | KAR 4 2   | MAN 3 Rit | MAN 4 8  |          |          | 2°  | 176   | –  | –     |
| 2004 | Volvo S60        | Jan Nilsson       | KNU 1 2   | KNU 2     | FAL 1     | FAL 2 5   | KAR 1 4   | KAR 2 Rit | MAN 1 9   | MAN 2 Rit | FAL 3     | FAL 4 Rit | KNU 3 4   | KNU 4 2   | ART 1 5   | ART 2 3   | KAR 3 Rit | KAR 4 6   | MAN 3 2   | MAN 4 13 |          |          | 4°  | 137   | –  | –     |
| 2005 | Volvo S60        | Robert Dahlgren   | KNU 1 13  | KAR 1 11  | AND Rit   | FAL 1     | KNU 2     | KAR 2 7   | VÅL Rit   | MAN 6     |           |           |           |           |           |           |           |           |           |          |          |          | 7°  | 71    | –  | –     |
| 2005 | Volvo S60        | Edward Sandström  | KNU 1 4   | KAR 1 9   | AND 1     | FAL 4     | KNU 2 5   | KAR 2 NP  | VÅL Rit   | MAN 4     |           |           |           |           |           |           |           |           |           |          |          |          | 4°  | 97    | –  | –     |
| 2006 | Volvo S60        | Robert Dahlgren   | KNU 1 Rit | KAR 1     | MAN 1 Rit | FAL 2     | VÅL 12    | AND 3     | KAR 2 Rit | KNU 2 6   | MAN 2 7   |           |           |           |           |           |           |           |           |          |          |          | 6°  | 29    | 5° | 35    |
| 2006 | Volvo S60        | Jan Nilsson       | KNU 1 8   | KAR 1 7   | MAN 1 Rit | FAL 4     | VÅL Rit   | AND 4     | KAR 2 9   | KNU 2 8   | MAN 2 12  |           |           |           |           |           |           |           |           |          |          |          | 9°  | 14    | 5° | 35    |
| 2006 | Volvo S60        | Edward Sandström  | KNU 1 10  | KAR 1 17  | MAN 1 Rit | FAL       | VÅL       | AND       | KAR 2     | KNU 2     | MAN 2     |           |           |           |           |           |           |           |           |          |          |          | 22° | 0     | 5° | 35    |
| 2007 | Volvo S60        | Richard Göransson | STU 1 NP  | KNU 1 Rit | MAN 1     | KAR 1 4   | AND 7     | VÅL 1     | FAL 3     | KAR 2 1   | KNU 2 9   | STU 2 4   | MAN 2 Rit |           |           |           |           |           |           |          |          |          | 3°  | 48    | 4° | 60    |
| 2007 | Volvo S60        | Jan Nilsson       | STU 1 2   | KNU 1 5   | MAN 1 Rit | KAR 1 5   | AND 2     | VÅL Rit   | FAL 4     | KAR 2 Rit | KNU 2 7   | STU 2 10  | MAN 2 6   |           |           |           |           |           |           |          |          |          | 5°  | 34    | 4° | 60    |
| 2008 | Volvo C30        | Robert Dahlgren   | KNU 1 Rit | STU 1 13  | MAN 1 4   | KAR 1 5   | GÖT Rit   | STU 2 13  | FAL 7     | KAR 2 5   | KNU 2 3   | VÅL 1     | MAN 2 1   |           |           |           |           |           |           |          |          |          | 5°  | 41    | 4° | 60    |
| 2008 | Volvo C30        | Tommy Rustad      | KNU 1 10  | STU 1 Rit | MAN 1 2   | KAR 1 Rit | GÖT 5     | STU 2 10  | FAL 5     | KAR 2 6   | KNU 2     | VÅL SQ    | MAN 2 Rit |           |           |           |           |           |           |          |          |          | 9°  | 19    | 4° | 60    |
| 2009 | Volvo C30        | Robert Dahlgren   | MAN 1     | MAN 2 Rit | KAR 1 6   | KAR 2 16  | GÖT 1 17  | GÖT 2 8   | KNU 1     | KNU 2 3   | FAL 1 Rit | FAL 2 NP  | KAR 3 6   | KAR 4 1   | VÅL 1 Rit | VÅL 2 4   | KNU 3 Rit | KNU 4 15  | MAN 3 5   | MAN 4 1  |          |          | 7°  | 52    | 1° | 156   |
| 2009 | Volvo C30        | Tommy Rustad      | MAN 1 2   | MAN 2 4   | KAR 1 5   | KAR 2 8   | GÖT 1     | GÖT 2 6   | KNU 1 6   | KNU 2 6   | FAL 1     | FAL 2     | KAR 3 Rit | KAR 4 NP  | VÅL 1     | VÅL 2 1   | KNU 3 4   | KNU 4 14  | MAN 3 1   | MAN 4 5  |          |          | 1°  | 94    | 1° | 156   |
| 2010 | Volvo C30        | Robert Dahlgren   | JYL 1 3   | JYL 2 1   | KNU 1 2   | KNU 2     | KAR 1 2   | KAR 2 8   | GÖT 1     | GÖT 2 5   | FAL 1     | FAL 2 Rit | KAR 3 4   | KAR 4 Rit | JYL 1 2   | JYL 2 3   | KNU 3 2   | KNU 4 6   | MAN 1 2   | MAN 2 9  |          |          | 2°  | 249   | 1° | 395   |
| 2010 | Volvo C30        | Tommy Rustad      | JYL 1     | JYL 2 Rit | KNU 1 Rit | KNU 2 NP  | KAR 1 9   | KAR 2 10  | GÖT 1 12  | GÖT 2 12  | FAL 1 8   | FAL 2 1   | KAR 3 10  | KAR 4 9   | JYL 1 3   | JYL 2 4   | KNU 3     | KNU 4 7   | MAN 1 6   | MAN 2 1  |          |          | 7°  | 143   | 1° | 395   |

### Campionato scandinavo turismo
| Anno | Vettura       | Pilota                 | 1         | 2         | 3         | 4        | 5         | 6         | 7         | 8         | 9         | 10        | 11        | 12        | 13        | 14        | 15      | 16      | 17       | 18       | PP  | Punti | PS | Punti |
| ---- | ------------- | ---------------------- | --------- | --------- | --------- | -------- | --------- | --------- | --------- | --------- | --------- | --------- | --------- | --------- | --------- | --------- | ------- | ------- | -------- | -------- | --- | ----- | -- | ----- |
| 2011 | Volvo C30     | Tommy Rustad           | JYL 1 2   | JYL 2 13  | KNU 1 2   | KNU 2 5  | MAN 1 6   | MAN 2     | GÖT 1 7   | GÖT 2 4   | FAL 1 14  | FAL 2 7   | KAR 1 2   | KAR 2 Rit | JYL 1     | JYL 2 13  | KNU 3 8 | KNU 4 1 | MAN 3 NP | MAN 4 11 | 3°  | 168   | 2° | 312   |
| 2011 | Volvo C30     | James Thompson         | JYL 1 3   | JYL 2 8   | KNU 1 18† | KNU 2 11 | MAN 1 5   | MAN 2 5   | GÖT 1 3   | GÖT 2 6   | FAL 1 Rit | FAL 2 9   | KAR 1     | KAR 2     | JYL 1     | JYL 2     | KNU 3   | KNU 4   | MAN 3    | MAN 4    | 12° | 64    | 2° | 312   |
| 2011 | Volvo C30     | Gabriele Tarquini      | JYL 1     | JYL 2     | KNU 1     | KNU 2    | MAN 1     | MAN 2     | GÖT 1     | GÖT 2     | FAL 1     | FAL 2     | KAR 1 11  | KAR 2 13  | JYL 1 Rit | JYL 2 9   | KNU 3   | KNU 4   | MAN 3    | MAN 4    | 24° | 2     | 2° | 312   |
| 2011 | Volvo C30     | Robert Dahlgren        | JYL 1     | JYL 2     | KNU 1     | KNU 2    | MAN 1     | MAN 2     | GÖT 1     | GÖT 2     | FAL 1     | FAL 2     | KAR 1     | KAR 2     | JYL 1     | JYL 2     | KNU 3   | KNU 4   | MAN 3 6  | MAN 4 1  | 14° | 60    | 2° | 312   |
| 2013 | Volvo S60 TTA | Thed Björk             | KNU 1 4   | KNU 2 1   | SOL 1     | GÖT 1    | FAL 1     | FAL 2 14† | ÖST 1     | KAR 1     | KAR 2 1   | TIE 3     | MAN 1 4   | MAN 2 1   |           |           |         |         |          |          | 1°  | 258   | 1° | 522   |
| 2013 | Volvo S60 TTA | Fredrik Ekblom         | KNU 1 6   | KNU 2 6   | SOL 3     | GÖT 9    | FAL 1 2   | FAL 2 3   | ÖST 4     | KAR 1 4   | KAR 2     | TIE 6     | MAN 1 2   | MAN 2 Rit |           |           |         |         |          |          | 5°  | 140   | 1° | 522   |
| 2013 | Volvo S60 TTA | Robert Dahlgren        | KNU 1 2   | KNU 2 4   | SOL 2     | GÖT 2    | FAL 1 12  | FAL 2 5   | ÖST 2     | KAR 1 2   | KAR 2 6   | TIE Rit   | MAN 1 5   | MAN 2     |           |           |         |         |          |          | 3°  | 160   | 1° | 522   |
| 2013 | Volvo S60 TTA | Linus Ohlsson          | KNU 1 5   | KNU 2 5   | SOL 4     | GÖT 11   | FAL 1 11  | FAL 2 1   | ÖST 3     | KAR 1 3   | KAR 2 Rit | TIE 5     | MAN 1     | MAN 2 4   |           |           |         |         |          |          | 4°  | 146   | 1° | 522   |
| 2013 | Volvo S60 TTA | Carl Philip Bernadotte | KNU 1 13  | KNU 2 14  | SOL NP    | GÖT 10   | FAL 1 7   | FAL 2 10  | ÖST 11    | KAR 1 12  | KAR 2 Rit | TIE 10    | MAN 1 13  | MAN 2 10  |           |           |         |         |          |          | 14° | 10    | 1° | 522   |
| 2014 | Volvo S60 TTA | Thed Björk             | KNU 1 7   | KNU 2 4   | GÖT 1 9   | GÖT 2 1  | FAL 1 3   | FAL 2 9   | KNU 3 4   | KNU 4 1   | SOL 1 5   | SOL 2 1   | MAN 1 4   | MAN 2     |           |           |         |         |          |          | 1°  | 279   | 1° | 537   |
| 2014 | Volvo S60 TTA | Fredrik Ekblom         | KNU 1 6   | KNU 2 1   | GÖT 1 7   | GÖT 2 NP | FAL 1 Rit | FAL 2 1   | KNU 3 Rit | KNU 4 NP  | SOL 1 12  | SOL 2 4   | MAN 1 6   | MAN 2 1   |           |           |         |         |          |          | 3°  | 228   | 1° | 537   |
| 2014 | Volvo S60 TTA | Carl Philip Bernadotte | KNU 1 Rit | KNU 2 Rit | GÖT 1 Rit | GÖT 2 9  | FAL 1 10  | FAL 2 10  | KNU 3 7   | KNU 4 6   | SOL 1 10  | SOL 2 10  | MAN 1 Rit | MAN 2 13  |           |           |         |         |          |          | 12° | 22    | 1° | 537   |
| 2015 | Volvo S60 TTA | Thed Björk             | SKÖ 1     | SKÖ 2 1   | AND 1     | AND 2 4  | MAN 1     | MAN 2     | FAL 1 3   | FAL 2 11† | KAR 1     | KAR 2 4   | SOL 1 3   | SOL 2 6   | KNU 1 3   | KNU 2 3   |         |         |          |          | 1°  | 366   | 1° | 723   |
| 2015 | Volvo S60 TTA | Fredrik Ekblom         | SKÖ 1 2   | SKÖ 2 Rit | AND 1 3   | AND 2    | MAN 1 3   | MAN 2 1   | FAL 1 2   | FAL 2 Rit | KAR 1 2   | KAR 2 1   | SOL 1 7   | SOL 2 5   | KNU 1     | KNU 2 1   |         |         |          |          | 2°  | 356   | 1° | 723   |
| 2015 | Volvo S60 TTA | Carl Philip Bernadotte | SKÖ 1 9   | SKÖ 2 Rit | AND 1 8   | AND 2 9  | MAN 1     | MAN 2     | FAL 1 Rit | FAL 2 1   | KAR 1 10  | KAR 2 7   | SOL 1 11  | SOL 2 11  | KNU 1 8   | KNU 2 10  |         |         |          |          | 10° | 66    | 1° | 723   |
| 2016 | Volvo S60 TTA | Richard Göransson      | SKÖ 1 Rit | SKÖ 2 1   | MAN 1     | MAN 2    | AND 1 3   | AND 2     | FAL 1     | FAL 2 1   | KAR 1 4   | KAR 2 Rit | SOL 1 4   | SOL 2 3   | KNU 1 2   | KNU 2 4   |         |         |          |          | 1°  | 307   | 1° | 656   |
| 2016 | Volvo S60 TTA | Robert Dahlgren        | SKÖ 1     | SKÖ 2     | MAN 1 5   | MAN 2 1  | AND 1 2   | AND 2 5   | FAL 1 Rit | FAL 2 Rit | KAR 1     | KAR 2 5   | SOL 1 Rit | SOL 2     | KNU 1 3   | KNU 2     |         |         |          |          | 2°  | 300   | 1° | 656   |
| 2016 | Volvo S60 TTA | Carl Philip Bernadotte | SKÖ 1     | SKÖ 2     | MAN 1 6   | MAN 2 8  | AND 1 10  | AND 2 9   | FAL 1 8   | FAL 2 4   | KAR 1 10  | KAR 2 7   | SOL 1 Rit | SOL 2 6   | KNU 1 6   | KNU 2 Rit |         |         |          |          | 10° | 78    | 1° | 656   |
| 2016 | Volvo S60 TTA | Scott McLaughlin       | SKÖ 1 2   | SKÖ 2 Rit | MAN 1     | MAN 2    | AND 1     | AND 2     | FAL 1     | FAL 2     | KAR 1     | KAR 2     | SOL 1     | SOL 2     | KNU 1     | KNU 2     |         |         |          |          | 13° | 36    | 1° | 656   |

### TTA - Racing Elite League
| Anno | Vettura       | Pilota          | 1         | 2         | 3       | 4     | 5        | 6        | 7     | 8       | PP | Punti | PS | Punti |
| ---- | ------------- | --------------- | --------- | --------- | ------- | ----- | -------- | -------- | ----- | ------- | -- | ----- | -- | ----- |
| 2012 | Volvo S60 TTA | Fredrik Ekblom  | KAR 1 2   | AND 1     | GÖT 1 5 | FAL 4 | KAR 2 1  | AND 2    | TIE 2 | GÖT 2 4 | 1° | 151   | 1° | 272   |
| 2012 | Volvo S60 TTA | Thed Björk      | KAR 1 4   | AND 1 Rit | GÖT 1   | FAL 6 | KAR 2    | AND 2 3  | TIE 4 | GÖT 2 1 | 3° | 121   | 1° | 272   |
| 2012 | Volvo S60 TTA | Robert Dahlgren | KAR 1 Rit | AND 1 2   | GÖT 1 3 | FAL 7 | KAR 2 5  | AND 2 10 | TIE 8 | GÖT 2 5 | 5° | 69    | 4° | 111   |
| 2012 | Volvo S60 TTA | Tommy Rustad    | KAR 1 Rit | AND 1 4   | GÖT 1 6 | FAL 8 | KAR 2 11 | AND 2 8  | TIE 6 | GÖT 2 7 | 9° | 32    | 4° | 111   |

### Campionato del mondo turismo
| Anno | Vettura                | Pilota          | 1        | 2         | 3        | 4        | 5        | 6         | 7         | 8        | 9         | 10      | 11        | 12        | 13        | 14        | 15        | 16        | 17       | 18       | 19        | 20      | 21       | 22        | 23       | 24       | PP  | Punti | PS | Punti |
| ---- | ---------------------- | --------------- | -------- | --------- | -------- | -------- | -------- | --------- | --------- | -------- | --------- | ------- | --------- | --------- | --------- | --------- | --------- | --------- | -------- | -------- | --------- | ------- | -------- | --------- | -------- | -------- | --- | ----- | -- | ----- |
| 2007 | Volvo S60 Flexifuel    | Robert Dahlgren | BRA 1    | BRA 2     | NED 1    | NED 2    | SPA 1    | SPA 2     | FRA 1     | FRA 2    | CEC 1     | CEC 2   | POR 1     | POR 2     | SVE 1 10  | SVE 2 8   | GER 1     | GER 2     | GBR 1    | GBR 2    | ITA 1     | ITA 2   | MAC 1    | MAC 2     |          |          | NC  | 0     | –  | –     |
| 2008 | Volvo C30              | Robert Dahlgren | BRA 1    | BRA 2     | MES 1    | MES 2    | SPA 1    | SPA 2     | FRA 1     | FRA 2    | CEC 1     | CEC 2   | POR 1     | POR 2     | GBR 1 24† | GBR 2 NP  | GER 1     | GER 2     | EUR 1    | EUR 2    | ITA 1     | ITA 2   | GPN 1    | GPN 2     | MAC 1    | MAC 2    | NC  | 0     | –  | –     |
| 2009 | Volvo C30              | Robert Dahlgren | BRA 1    | BRA 2     | MES 1    | MES 2    | MAR 1    | MAR 2     | FRA 1     | FRA 2    | SPA 1     | SPA 2   | CEC 1     | CEC 2     | POR 1     | POR 2     | GBR 1 15  | GBR 2 14  | GER 1    | GER 2    | ITA 1     | ITA 2   | GPN 1    | GPN 2     | MAC 1    | MAC 2    | NC  | 0     | –  | –     |
| 2009 | Volvo C30              | Tommy Rustad    | BRA 1    | BRA 2     | MES 1    | MES 2    | MAR 1    | MAR 2     | FRA 1     | FRA 2    | SPA 1     | SPA 2   | CEC 1     | CEC 2     | POR 1     | POR 2     | GBR 1 Rit | GBR 2 Rit | GER 1    | GER 2    | ITA 1     | ITA 2   | GPN 1    | GPN 2     | MAC 1    | MAC 2    | NC  | 0     | –  | –     |
| 2010 | Volvo C30              | Robert Dahlgren | BRA 1    | BRA 2     | MAR 1    | MAR 2    | ITA 1    | ITA 2     | BEL 1     | BEL 2    | POR 1     | POR 2   | GBR 1 12  | GBR 2 Rit | CEC 1     | CEC 2     | GER 1     | GER 2     | SPA 1    | SPA 2    | GPN 1     | GPN 2   | MAC 1    | MAC 2     |          |          | NC  | 0     | –  | –     |
| 2011 | Volvo C30              | Robert Dahlgren | ITA 1 12 | ITA 2 13  | BEL 1 13 | BEL 2 7  | ITA 1 15 | ITA 2 13  | UNG 1 NC  | UNG 2 9  |           |         |           |           |           |           |           |           |          |          |           |         |          |           |          |          | 11° | 72    | 4° | 154   |
| 2011 | Volvo C30 DRIVe        | Robert Dahlgren |          |           |          |          |          |           |           |          | CEC 1 6   | CEC 2 9 | POR 1 7   | POR 2 16  | GBR 1 8   | GBR 2 6   | GER 1 4   | GER 2 7   | SPA 1 9  | SPA 2 9  | GPN 1 Rit | GPN 2 5 | CIN 1 9  | CIN 2 9   | MAC 1 NP | MAC 2 NP | 11° | 72    | 4° | 154   |
| 2013 | Volvo C30 DRIVe        | Thed Björk      | ITA 1    | ITA 2     | MAR 1    | MAR 2    | SVC 1    | SVC 2     | UNG 1     | UNG 2    | AUT 1     | AUT 2   | RUS 1     | RUS 2     | POR 1     | POR 2     | ARG 1     | ARG 2     | USA 1    | USA 2    | GPN 1     | GPN 2   | CIN 1 NP | CIN 2 15  | MAC 1    | MAC 2    | NC  | 0     | –  | –     |
| 2016 | Volvo S60 Polestar TC1 | Thed Björk      | FRA 1 7  | FRA 2 Rit | SVC 1 SQ | SVC 2 SQ | UNG 1 15 | UNG 2 4   | MAR 1 9   | MAR 2 10 | GER 1 Rit | GER 2 8 | RUS 1 Rit | RUS 2 15  | POR 1 7   | POR 2 6   | ARG 1 11  | ARG 2 14  | GPN 1 6  | GPN 2 7  | CIN 1     | CIN 2 7 | QAT 1 6  | QAT 2     |          |          | 10° | 117   | 4° | 321   |
| 2016 | Volvo S60 Polestar TC1 | Fredrik Ekblom  | FRA 1 NC | FRA 2 10  | SVC 1 10 | SVC 2 8  | UNG 1 4  | UNG 2 11  | MAR 1 7   | MAR 2 11 | GER 1 8   | GER 2 7 | RUS 1 13  | RUS 2 12  | POR 1     | POR 2     | ARG 1     | ARG 2     | GPN 1    | GPN 2    | CIN 1 8   | CIN 2 6 | QAT 1    | QAT 2     |          |          | 13° | 47    | 4° | 321   |
| 2016 | Volvo S60 Polestar TC1 | Robert Dahlgren | FRA 1    | FRA 2     | SVC 1    | SVC 2    | UNG 1    | UNG 2     | MAR 1     | MAR 2    | GER 1     | GER 2   | RUS 1     | RUS 2     | POR 1 13  | POR 2 Rit | ARG 1 16  | ARG 2 16  | GPN 1    | GPN 2    | CIN 1     | CIN 2   | QAT 1 7  | QAT 2 Rit |          |          | 19° | 6     | 4° | 321   |
| 2016 | Volvo S60 Polestar TC1 | Néstor Girolami | FRA 1    | FRA 2     | SVC 1    | SVC 2    | UNG 1    | UNG 2     | MAR 1     | MAR 2    | GER 1     | GER 2   | RUS 1     | RUS 2     | POR 1     | POR 2     | ARG 1     | ARG 2     | GPN 1 9  | GPN 2 5  | CIN 1     | CIN 2   | QAT 1    | QAT 2     |          |          | 15° | 12    | 4° | 321   |
| 2017 | Volvo S60 Polestar TC1 | Thed Björk      | MAR 1 2  | MAR 2 7   | ITA 1 5  | ITA 2 1  | UNG 1 NC | UNG 2 7   | GER 1     | GER 2 4  | POR 1 3   | POR 2   | ARG 1 6   | ARG 2 3   | CIN 1 NC  | CIN 2     | GPN 1 4   | GPN 2 5   | MAC 1 4  | MAC 2 5  | QAT 1 5   | QAT 2 4 |          |           |          |          | 1°  | 283,5 | 1° | 908,5 |
| 2017 | Volvo S60 Polestar TC1 | Nick Catsburg   | MAR 1 4  | MAR 2 4   | ITA 1 8  | ITA 2 4  | UNG 1 5  | UNG 2     | GER 1 6   | GER 2 1  | POR 1 5   | POR 2 4 | ARG 1 15  | ARG 2 16  | CIN 1 3   | CIN 2 5   | GPN 1 9   | GPN 2     | MAC 1 9  | MAC 2 13 | QAT 1 8   | QAT 2 3 |          |           |          |          | 5°  | 238,5 | 1° | 908,5 |
| 2017 | Volvo S60 Polestar TC1 | Néstor Girolami | MAR 1 9  | MAR 2 3   | ITA 1 NC | ITA 2 5  | UNG 1 4  | UNG 2 Rit | GER 1 Rit | GER 2 NP | POR 1 8   | POR 2 9 | ARG 1 16  | ARG 2 6   | CIN 1 Rit | CIN 2 1   | GPN 1 11  | GPN 2 3   | MAC 1 13 | MAC 2 9  | QAT 1     | QAT 2   |          |           |          |          | 9°  | 112   | 1° | 908,5 |
| 2017 | Volvo S60 Polestar TC1 | Yvan Muller     | MAR 1    | MAR 2     | ITA 1    | ITA 2    | UNG 1    | UNG 2     | GER 1     | GER 2    | POR 1     | POR 2   | ARG 1     | ARG 2     | CIN 1     | CIN 2     | GPN 1     | GPN 2     | MAC 1    | MAC 2    | QAT 1 6   | QAT 2 7 |          |           |          |          | 15° | 6     | 1° | 908,5 |

### Coppa del mondo turismo
| Anno | Vettura          | Pilota           | 1         | 2         | 3         | 4         | 5         | 6         | 7        | 8        | 9         | 10        | 11        | 12       | 13        | 14        | 15        | 16        | 17       | 18       | 19       | 20        | 21       | 22        | 23       | 24       | 25      | 26      | 27      | 28       | 29       | 30       | PP  | Punti | PS | Punti |
| ---- | ---------------- | ---------------- | --------- | --------- | --------- | --------- | --------- | --------- | -------- | -------- | --------- | --------- | --------- | -------- | --------- | --------- | --------- | --------- | -------- | -------- | -------- | --------- | -------- | --------- | -------- | -------- | ------- | ------- | ------- | -------- | -------- | -------- | --- | ----- | -- | ----- |
| 2019 | Lynk & Co 03 TCR | Yvan Muller      | MAR 1 18  | MAR 2 7   | MAR 3 Rit | UNG 1 2   | UNG 2 6   | UNG 3 Rit | SVC 1 11 | SVC 2 11 | SVC 3 14  | OLA 1 2   | OLA 2 9   | OLA 3 5  | GER 1 Rit | GER 2 15  | GER 3 10  | POR 1 9   | POR 2 6  | POR 3 2  | CIN 1    | CIN 2 3   | CIN 3 1  | GPN 1 11  | GPN 2 14 | GPN 3 15 | MAC 1   | MAC 2 1 | MAC 3 6 | MAL 1 6  | MAL 2 6  | MAL 3 11 | 3°  | 331   | 1° | 628   |
| 2019 | Lynk & Co 03 TCR | Thed Björk       | MAR 1 2   | MAR 2 6   | MAR 3 1   | UNG 1 7   | UNG 2 Rit | UNG 3 5   | SVC 1 23 | SVC 2 22 | SVC 3 11  | OLA 1     | OLA 2 12  | OLA 3 1  | GER 1 11  | GER 2 12  | GER 3 Rit | POR 1 8   | POR 2 13 | POR 3 8  | CIN 1 12 | CIN 2 4   | CIN 3 5  | GPN 1 4   | GPN 2 5  | GPN 3 5  | MAC 1 5 | MAC 2   | MAC 3 7 | MAL 1 27 | MAL 2 23 | MAL 3 7  | 4°  | 297   | 1° | 628   |
| 2019 | Lynk & Co 03 TCR | Yann Ehrlacher   | MAR 1 8   | MAR 2 3   | MAR 3 Rit | UNG 1 Rit | UNG 2 Rit | UNG 3     | SVC 1 22 | SVC 2 17 | SVC 3 20  | OLA 1 7   | OLA 2 8   | OLA 3 2  | GER 1 6   | GER 2 Rit | GER 3 Rit | POR 1 2   | POR 2 8  | POR 3    | CIN 1 13 | CIN 2 14  | CIN 3 2  | GPN 1 12  | GPN 2 15 | GPN 3 17 | MAC 1 8 | MAC 2 6 | MAC 3 8 | MAL 1 14 | MAL 2 7  | MAL 3 16 | 9°  | 222   | 5° | 344   |
| 2019 | Lynk & Co 03 TCR | Andy Priaulx     | MAR 1 5   | MAR 2 13  | MAR 3 13  | UNG 1 12  | UNG 2 Rit | UNG 3 20  | SVC 1 21 | SVC 2 18 | SVC 3 22  | OLA 1 5   | OLA 2 18  | OLA 3 15 | GER 1 22  | GER 2 18  | GER 3 19  | POR 1 12  | POR 2 15 | POR 3 19 | CIN 1 14 | CIN 2 16† | CIN 3 11 | GPN 1 Rit | GPN 2 16 | GPN 3 7  | MAC 1 6 | MAC 2 7 | MAC 3 1 | MAL 1 11 | MAL 2 21 | MAL 3 12 | 18° | 122   | 5° | 344   |
| 2020 | Lynk & Co 03 TCR | Yann Ehrlacher   | BEL 1 7   | BEL 2 1   | GER 1 3   | GER 2 1   | SVC 1 9   | SVC 2 7   | SVC 3 11 | UNG 1 2  | UNG 2 1   | UNG 3 8   | SPA 1 11  | SPA 2 6  | SPA 3 12  | ARA 1 6   | ARA 2 6   | ARA 3 2   |          |          |          |           |          |           |          |          |         |         |         |          |          |          | 1°  | 234   | 1° | 429   |
| 2020 | Lynk & Co 03 TCR | Yvan Muller      | BEL 1 8   | BEL 2     | GER 1 2   | GER 2 7   | SVC 1 14  | SVC 2 8   | SVC 3 13 | UNG 1 4  | UNG 2     | UNG 3 9   | SPA 1 7   | SPA 2    | SPA 3 14  | ARA 1 7   | ARA 2 1   | ARA 3 4   |          |          |          |           |          |           |          |          |         |         |         |          |          |          | 2°  | 195   | 1° | 429   |
| 2020 | Lynk & Co 03 TCR | Santiago Urrutia | BEL 1 6   | BEL 2 3   | GER 1 Rit | GER 2 10  | SVC 1 15  | SVC 2 15  | SVC 3 8  | UNG 1 7  | UNG 2 4   | UNG 3 Rit | SPA 1 2   | SPA 2 3  | SPA 3 2   | ARA 1 9   | ARA 2 NC  | ARA 3 1   |          |          |          |           |          |           |          |          |         |         |         |          |          |          | 6°  | 169   | 3° | 311   |
| 2020 | Lynk & Co 03 TCR | Thed Björk       | BEL 1 2   | BEL 2 Rit | GER 1 4   | GER 2     | SVC 1 19  | SVC 2 16  | SVC 3 15 | UNG 1 10 | UNG 2 12  | UNG 3 12  | SPA 1 Rit | SPA 2 7  | SPA 3 1   | ARA 1 11  | ARA 2 7   | ARA 3 6   |          |          |          |           |          |           |          |          |         |         |         |          |          |          | 9°  | 142   | 3° | 311   |
| 2021 | Lynk & Co 03 TCR | Yann Ehrlacher   | GER 1 8   | GER 2 10  | POR 1     | POR 2 6   | SPA 1 5   | SPA 2 7   | UNG 1 3  | UNG 2 4  | CEC 1 3   | CEC 2 4   | FRA 1 8   | FRA 2 5  | ITA 1 10  | ITA 2 1   | RUS 1 5   | RUS 2 6   |          |          |          |           |          |           |          |          |         |         |         |          |          |          | 1°  | 223   | 1° | 392   |
| 2021 | Lynk & Co 03 TCR | Yvan Muller      | GER 1 2   | GER 2 7   | POR 1 2   | POR 2 9   | SPA 1 11  | SPA 2 10  | UNG 1 15 | UNG 2 6  | CEC 1 4   | CEC 2 6   | FRA 1 Rit | FRA 2    | ITA 1 5   | ITA 2 4   | RUS 1 8   | RUS 2 Rit |          |          |          |           |          |           |          |          |         |         |         |          |          |          | 4°  | 169   | 1° | 392   |
| 2021 | Lynk & Co 03 TCR | Santiago Urrutia | GER 1 3   | GER 2 5   | POR 1 3   | POR 2 5   | SPA 1 12  | SPA 2 Rit | UNG 1 7  | UNG 2 1  | CEC 1 11  | CEC 2 Rit | FRA 1 15  | FRA 2 3  | ITA 1     | ITA 2 13  | RUS 1 9   | RUS 2 Rit |          |          |          |           |          |           |          |          |         |         |         |          |          |          | 5°  | 167   | 3° | 308   |
| 2021 | Lynk & Co 03 TCR | Thed Björk       | GER 1 13  | GER 2 Rit | POR 1 6   | POR 2 7   | SPA 1 10  | SPA 2     | UNG 1 5  | UNG 2 7  | CEC 1 5   | CEC 2 15  | FRA 1 2   | FRA 2 9  | ITA 1 12  | ITA 2 8   | RUS 1 10  | RUS 2 11  |          |          |          |           |          |           |          |          |         |         |         |          |          |          | 9°  | 141   | 3° | 308   |
| 2022 | Lynk & Co 03 TCR | Yann Ehrlacher   | FRA 1 4   | FRA 2 15  | GER 1 C   | GER 2 C   | UNG 1 2   | UNG 2 6   | SPA 1 5  | SPA 2 5  | POR 1 2   | POR 2 8   | ITA 1 NP  | ITA 2 NP | ALS 1     | ALS 2     | BHR 1     | BHR 2     | SAU 1    | SAU 2    |          |           |          |           |          |          |         |         |         |          |          |          | 9°  | 133   | 7° | 211   |
| 2022 | Lynk & Co 03 TCR | Yvan Muller      | FRA 1 3   | FRA 2 6   | GER 1 C   | GER 2 C   | UNG 1 10  | UNG 2 9   | SPA 1 7  | SPA 2 7  | POR 1 14  | POR 2 4   | ITA 1 NP  | ITA 2 NP | ALS 1     | ALS 2     | BHR 1     | BHR 2     | SAU 1    | SAU 2    |          |           |          |           |          |          |         |         |         |          |          |          | 14° | 78    | 7° | 211   |
| 2022 | Lynk & Co 03 TCR | Santiago Urrutia | FRA 1 7   | FRA 2     | GER 1 C   | GER 2 C   | UNG 1 8   | UNG 2 1   | SPA 1 8  | SPA 2 3  | POR 1     | POR 2 10  | ITA 1 NP  | ITA 2 NP | ALS 1     | ALS 2     | BHR 1     | BHR 2     | SAU 1    | SAU 2    |          |           |          |           |          |          |         |         |         |          |          |          | 8°  | 137   | 6° | 211   |
| 2022 | Lynk & Co 03 TCR | Ma Qinghua       | FRA 1 5   | FRA 2 3   | GER 1 C   | GER 2 C   | UNG 1 5   | UNG 2 5   | SPA 1 13 | SPA 2 6  | POR 1 5   | POR 2 7   | ITA 1 NP  | ITA 2 NP | ALS 1     | ALS 2     | BHR 1     | BHR 2     | SAU 1    | SAU 2    |          |           |          |           |          |          |         |         |         |          |          |          | 12° | 97    | 6° | 211   |
| 2022 | Lynk & Co 03 TCR | Thed Björk       | FRA 1 Rit | FRA 2 9   | GER 1 C   | GER 2 C   | UNG 1 11  | UNG 2 11  | SPA 1 9  | SPA 2 10 | POR 1 Rit | POR 2 11  | ITA 1 NP  | ITA 2 NP | ALS 1     | ALS 2     | BHR 1     | BHR 2     | SAU 1    | SAU 2    |          |           |          |           |          |          |         |         |         |          |          |          | 17° | 35    | 6° | 211   |

### TCR World Tour
| Anno | Vettura             | Pilota           | 1         | 2        | 3        | 4        | 5       | 6        | 7       | 8        | 9       | 10      | 11        | 12       | 13       | 14        | 15       | 16       | 17       | 18        | 19      | 20      | PP | Punti | PS | Punti |
| ---- | ------------------- | ---------------- | --------- | -------- | -------- | -------- | ------- | -------- | ------- | -------- | ------- | ------- | --------- | -------- | -------- | --------- | -------- | -------- | -------- | --------- | ------- | ------- | -- | ----- | -- | ----- |
| 2023 | Lynk & Co 03 FL TCR | Yann Ehrlacher   | POR 1 7   | POR 2 7  | SPA 1    | SPA 2 5  | VAL 1 5 | VAL 2    | UNG 1   | UNG 2 6  | ELP 1 5 | ELP 2 3 | VIL 1 6   | VIL 2 16 | SYD 1 6  | SYD 2 9   | SYD 3 7  | BAT 1 4  | BAT 2 5  | BAT 3 1   | MAC 1 6 | MAC 2 3 | 2° | 430   | 1° | 977   |
| 2023 | Lynk & Co 03 FL TCR | Thed Björk       | POR 1 8   | POR 2    | SPA 1 9  | SPA 2 9  | VAL 1 3 | VAL 2 6  | UNG 1 8 | UNG 2 1  | ELP 1 2 | ELP 2 9 | VIL 1 Rit | VIL 2 6  | SYD 1 9  | SYD 2 Rit | SYD 3 15 | BAT 1 5  | BAT 2 3  | BAT 3 2   | MAC 1 8 | MAC 2 4 | 7° | 320   | 1° | 977   |
| 2023 | Lynk & Co 03 FL TCR | Santiago Urrutia | POR 1 Rit | POR 2 1  | SPA 1 3  | SPA 2 4  | VAL 1 7 | VAL 2 15 | UNG 1 7 | UNG 2 18 | ELP 1   | ELP 2 6 | VIL 1 Rit | VIL 2 11 | SYD 1 NC | SYD 2 10  | SYD 3 12 | BAT 1    | BAT 2 6  | BAT 3 Rit | MAC 1 9 | MAC 2   | 8° | 283   | 1° | 977   |
| 2023 | Lynk & Co 03 FL TCR | Ma Qinghua       | POR 1 6   | POR 2 10 | SPA 1 14 | SPA 2 13 | VAL 1 9 | VAL 2 13 | UNG 1 4 | UNG 2 8  | ELP 1 9 | ELP 2 1 | VIL 1 4   | VIL 2    | SYD 1 2  | SYD 2 Rit | SYD 3 9  | BAT 1 16 | BAT 2 13 | BAT 3 9   | MAC 1 7 | MAC 2 5 | 9° | 265   | 1° | 977   |

### Campionato svedese gran turismo
| Anno | Classe | Vettura         | Pilota                 | 1       | 2         | 3         | 4       | 5       | 6       | 7        | 8         | 9         | 10       | PP  | Punti |
| ---- | ------ | --------------- | ---------------------- | ------- | --------- | --------- | ------- | ------- | ------- | -------- | --------- | --------- | -------- | --- | ----- |
| 2017 | GTA    | Volvo S60 TTA   | Carl Philip Bernadotte | KNU 1   | KNU 2     | FAL 1 12† | FAL 2 3 | KAR 1 2 | KAR 2 1 | AND 1 13 | AND 2 Rit | MAN 1 Rit | MAN 2 14 | 2°  | 121   |
| 2017 | GTA    | Volvo S60 TTA   | Thed Björk             | KNU 1   | KNU 2     | FAL 1 12† | FAL 2 3 | KAR 1 2 | KAR 2 1 | AND 1    | AND 2     | MAN 1     | MAN 2    | 5°  | 89    |
| 2017 | GTA    | Volvo S60 TTA   | Nick Catsburg          | KNU 1   | KNU 2     | FAL 1     | FAL 2   | KAR 1   | KAR 2   | AND 1 13 | AND 2 Rit | MAN 1     | MAN 2    | 18° | 8     |
| 2017 | GTA    | Volvo S60 TTA   | Néstor Girolami        | KNU 1   | KNU 2     | FAL 1     | FAL 2   | KAR 1   | KAR 2   | AND 1    | AND 2     | MAN 1 Rit | MAN 2 14 | 19° | 6     |
| 2018 | GTB    | Lotus Evora GT4 | Carl Philip Bernadotte | KNU 1 2 | KNU 2 Rit | AND 1 7   | AND 2 4 | KAR 1 3 | KAR 2 6 | RUD 1 6† | RUD 2 6   | MAN 1 12† | MAN 2 9  | 2°  | 128   |
| 2018 | GTB    | Lotus Evora GT4 | Thed Björk             | KNU 1   | KNU 2     | AND 1 7   | AND 2 4 | KAR 1 3 | KAR 2 6 | RUD 1 6† | RUD 2 6   | MAN 1 12† | MAN 2 9  | 4°  | 103   |
| 2018 | GTB    | Lotus Evora GT4 | Richard Göransson      | KNU 1 2 | KNU 2 Rit | AND 1     | AND 2   | KAR 1   | KAR 2   | RUD 1    | RUD 2     | MAN 1     | MAN 2    | 13° | 25    |